# Liste der Bodendenkmäler in Ebern
Auf dieser Seite sind die Bodendenkmäler in der unterfränkischen Stadt Ebern zusammengestellt. Diese Tabelle ist eine Teilliste der Liste der Bodendenkmäler in Bayern. Grundlage ist die Bayerische Denkmalliste, die auf Basis des Bayerischen Denkmalschutzgesetzes vom 1. Oktober 1973 erstmals erstellt wurde und seither durch das Bayerische Landesamt für Denkmalpflege geführt wird. Die folgenden Angaben ersetzen nicht die rechtsverbindliche Auskunft der Denkmalschutzbehörde.

## Bodendenkmäler in Ebern
| Lage       | Objekt                                                                                       | Akten-Nr.     | Bild |
| ---------- | -------------------------------------------------------------------------------------------- | ------------- | ---- |
| (Standort) | Karolingisch-ottonisches Reihengräberfeld.                                                   | D-6-5830-0005 |      |
| (Standort) | Untertägige Bauteile der mittelalterlichen Burgruine „Raueneck“.                             | D-6-5830-0016 |      |
| (Standort) | Archäologische Befunde im Bereich der mittelalterlichen Burgruine „Rotenhan“.                | D-6-5830-0042 |      |
| (Standort) | Befunde der spätmittelalterlichen Vorgängeranlagen im Bereich von Schloss Eyrichshof.        | D-6-5830-0043 |      |
| (Standort) | Untertägige Bauteile der frühneuzeitlichen Evang.-Luth. Pfarr- und Schlosskirche             | D-6-5830-0044 |      |
| (Standort) | Untertägige Bauteile der frühneuzeitlichen Kath. Filialkirche Mariä Heimsuchung              | D-6-5830-0051 |      |
| (Standort) | Untertägige Bauteile der frühneuzeitlichen Evang.-Luth. Pfarr- und Schlosskirche             | D-6-5830-0055 |      |
| (Standort) | Untertägige Bauteile der frühneuzeitlichen Kath. Filialkirche St. Johannes der Täufer        | D-6-5830-0071 |      |
| (Standort) | Untertägige Bauteile der frühneuzeitlichen Kath. Filialkirche St. Michael von Albersdorf.    | D-6-5830-0073 |      |
| (Standort) | Untertägige Teile des frühneuzeitlichen Schlosses Eyrichshof                                 | D-6-5830-0078 |      |
| (Standort) | Untertägige Bauteile der frühneuzeitlichen Evang.-Luth. Kirche von Rotenhan.                 | D-6-5830-0079 |      |
| (Standort) | Untertägige Bauteile der spätmittelalterlichen Kath. Pfarrkirche Mariä Verkündigung          | D-6-5830-0083 |      |
| (Standort) | Untertägige Teile des frühneuzeitlichen Schlosses von Fischbach                              | D-6-5830-0095 |      |
| (Standort) | Untertägige Teile des ehem. frühneuzeitlichen Schlossgutes von Albersdorf.                   | D-6-5830-0096 |      |
| (Standort) | Untertägige Bauteile der frühneuzeitlichen Kath. Filialkirche St. Wendelinus von Bramberg.   | D-6-5929-0099 |      |
| (Standort) | Bestattungsplatz mit verebnetem Grabhügel vorgeschichtlicher Zeitstellung.                   | D-6-5930-0003 |      |
| (Standort) | Frühneuzeitlicher Erdstall.                                                                  | D-6-5930-0008 |      |
| (Standort) | Bestattungsplatz mit Grabhügel vorgeschichtlicher Zeitstellung.                              | D-6-5930-0011 |      |
| (Standort) | Untertägige Bauteile der spätmittelalterlichen Kath. Stadtpfarrkirche St. Laurentius         | D-6-5930-0043 |      |
| (Standort) | Untertägige Bauteile der frühneuzeitlichen Kath. Spitalkirche St. Elisabeth von Ebern.       | D-6-5930-0044 |      |
| (Standort) | Untertägige Bauteile der spätmittelalterlichen St.-Peter-und-Paul-Kapelle von Ebern.         | D-6-5930-0045 |      |
| (Standort) | Untertägige Bauteile der spätmittelalterlichen Friedhofskapelle St. Maria, Georg und Vitus   | D-6-5930-0046 |      |
| (Standort) | Untertägige Teile der spätmittelalterlichen bis frühneuzeitlichen Stadtbefestigung           | D-6-5930-0047 |      |
| (Standort) | Untertägige Siedlungsteile des Mittelalters und der frühen Neuzeit im Bereich der Kernstadt  | D-6-5930-0048 |      |
| (Standort) | Untertägige Siedlungsteile des Mittelalters und der frühen Neuzeit im Bereich der Vorstadt   | D-6-5930-0049 |      |
| (Standort) | Untertägige Siedlungsteile des Mittelalters und der frühen Neuzeit                           | D-6-5930-0050 |      |
| (Standort) | Untertägige Siedlungsteile des Mittelalters und der frühen Neuzeit                           | D-6-5930-0051 |      |
| (Standort) | Untertägige Bauteile der spätmittelalterlichen und frühneuzeitlichen Kath. Filialkirche      | D-6-5930-0053 |      |
| (Standort) | Untertägige Bauteile der ehem. spätmittelalterlichen und frühneuzeitlichen Kath. Pfarrkirche | D-6-5930-0080 |      |
| (Standort) | Untertägige Teile des frühneuzeitlichen Schlosses von Weißenbrunn                            | D-6-5930-0081 |      |
| (Standort) | Untertägige Teile der im Kern spätmittelalterlichen Kath. Pfarrkirche St. Antonius           | D-6-5930-0082 |      |
| (Standort) | Freilandstation des Mesolithikums.                                                           | D-6-5930-0083 |      |